# Cionus alauda
Cionus alauda is een kever behorend tot Snuitkeverfamilie. Hij voet zicht met planten uit de Helmkruidfamilie (Scrophulariaceae).

## Kenmerken
Het bereikt een lengte van 2,7-3,4 mm. Snuit lang, naar beneden gebogen. Het is een lichtgekleurde snuitkever met een kenmerkende donkerbruine vlek op de dekschilden achter het pronotum. Het halsschild en de dekschilden zijn dicht bedekt met witte schubben. Poten en voelsprieten overwegend rood.
De larven leven vrij op de bladeren. Ze lijken op kleine naaktslakken.

## Habitat
Het komt voor in rivierdalen, sloten, aan de oevers van stilstaand water, in natte weiden, open plekken, in struikgewas en loofbossen. Actief van mei tot augustus.

## Voedsel
Hij is oligofaag en voedt zich met planten uit de Scrophulariaceae, zoals:
- Buddleja davidii (Vlinderstruik)
- Scrophularia alpestris
- Scrophularia auriculata (Geoord helmkruid)
- Scrophularia canina (Hondshelmkruid)
- Scrophularia laevigata
- Scrophularia lucida
- Scrophularia nodosa (Knopig helmkruid)
- Scrophularia peregrina
- Scrophularia racemosa
- Scrophularia umbrosa (Gevleugeld helmkruid)
- Limosella aquatica (Slijkgroen)
- Verbascum blattaria (Mottenkruid)
- Verbascum chaixii
- Verbascum nigrum (Zwarte toorts)
- Verbascum thapsus (Koningskaars)

## Levenswijze
Het vrouwtje legt 1 tot 4 eieren op de rand van het blad, en stopt het gat vervolgens dicht met uitwerpselen. De larven voeden zich van juni tot september en verpoppen zich vervolgens in bruine cocons.

## Verspreiding
Hij komt voor in Europa en Noord-Afrika. In Europa is hij waaregenomen in Oostenrijk, Bosnië en Herzegovina, Bulgarije, Kroatië, Montenegro, Tsjechië, Frankrijk, Griekenland, Spanje, Nederland, Duitsland, Polen, Portugal (eilanden Madeira en Selvagens), Servië, Slowakije, Slovenië, Zwitserland, Groot-Brittannië en Italië (inclusief Sicilië en mogelijk Sardinië).